# Stadion Świtu Nowy Dwór Mazowiecki
Stadion Świtu Nowy Dwór Mazowiecki – stadion piłkarski w Nowym Dworze Mazowieckim zlokalizowany przy ul. Sportowej 66, w pobliżu stacji kolejowej. Właścicielem stadionu jest miasto, a zarządza nim Nowodworski Ośrodek Sportu i Rekreacji. 
Pierwszy stadion Świtu powstał w 1934 roku pomiędzy dzisiejszymi ulicami Bohaterów Modlina, Lotników i Spacerową w miejscu dzisiejszego Publicznego Przedszkola nr 3 i bloków Osiedla Pólko. W latach powojennych stadion przeniesiony został na ulicę Sportową gdzie istnieje do dziś. Obecnie posiada dwie trybuny wzdłuż bocznych linii boiska. Łączna pojemność obiektu wynosi 3400 widzów, z czego 2900 to miejsca siedzące. Wyposażony jest on w cztery słupy oświetleniowe dające sztuczne oświetlenie o mocy 1800 luksów (zainaugurowane 6 marca 2004 podczas sparingu Świtu z Jagiellonią Białystok), szatnie dla piłkarzy (mieszczące się w budynku klubowym), szatnie dla sędziów (w hali obok budynku klubowego), toalety oraz sektor dla kibiców gości (klatka). Niewielka część trybuny głównej posiada zadaszenie i wieżę komentatorską zbudowaną w 1974 roku z okazji XXVII Wyścigu Pokoju, którego jeden z etapów kończył się na tym stadionie.
Na stadionie swoje mecze rozgrywa drużyna Świtu Nowy Dwór Mazowiecki. W sezonie 2003/2004 obiekt gościł rozgrywki Ekstraklasy. W rundzie jesiennej sezonu 2008/2009 swoje mecze na stadionie Świtu w ramach rozgrywek I ligi grał gościnnie klub Dolcan Ząbki (z powodu niedostosowania własnego obiektu do warunków licencyjnych).
Na przełomie roku 2008 i 2009 oddano do użytku oświetlone, pełnowymiarowe boisko treningowe ze sztuczną nawierzchnią.